# Khoisanové

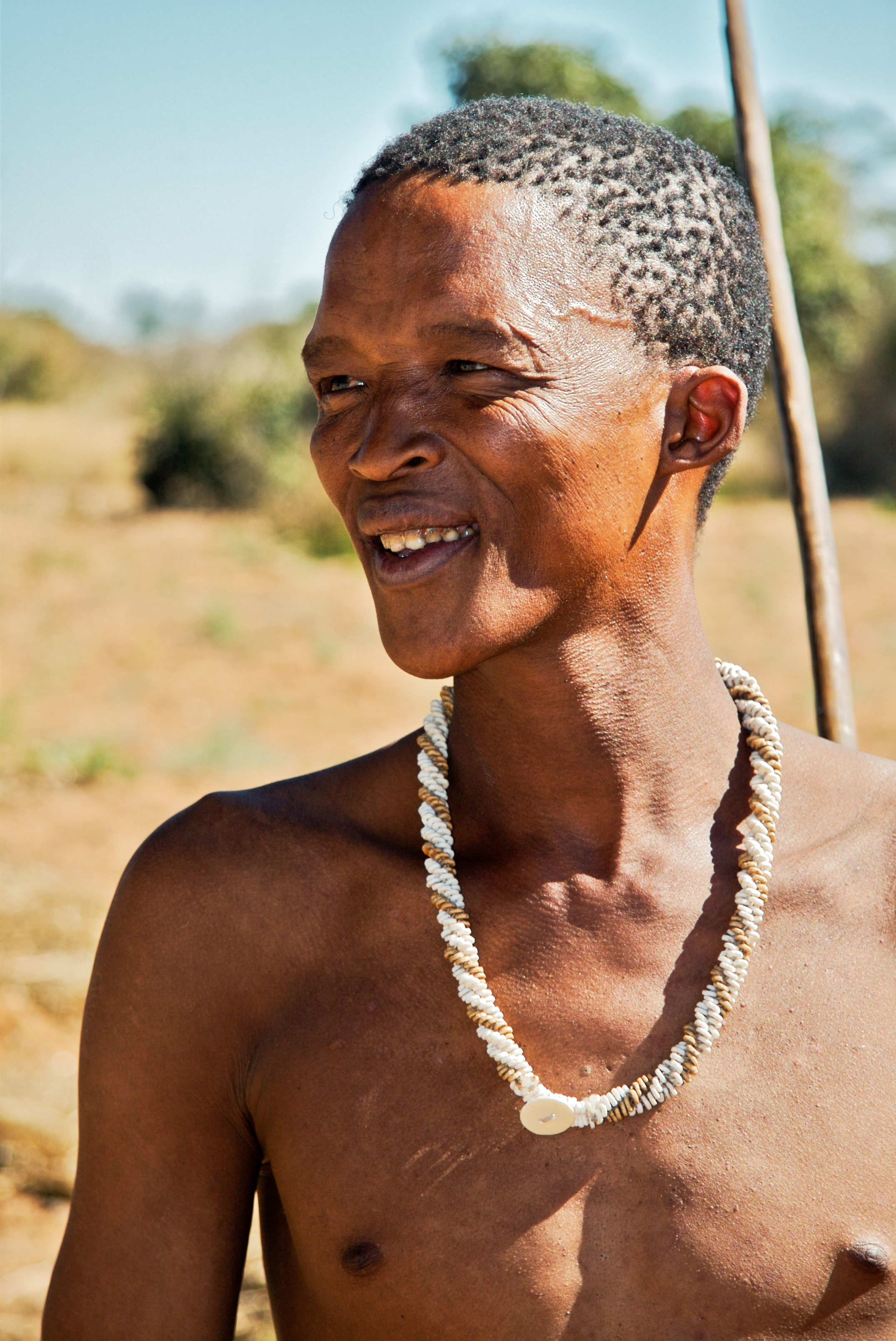
San v tradičním loveckém úboru, Namibie, 2006

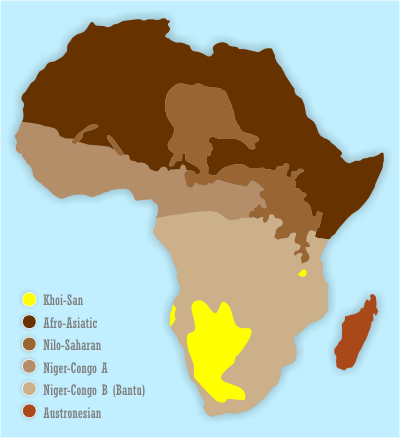
Rozšíření Khoisanů (žlutá) a Batuů (nejsvětlejší hnědá) na mapě Afriky

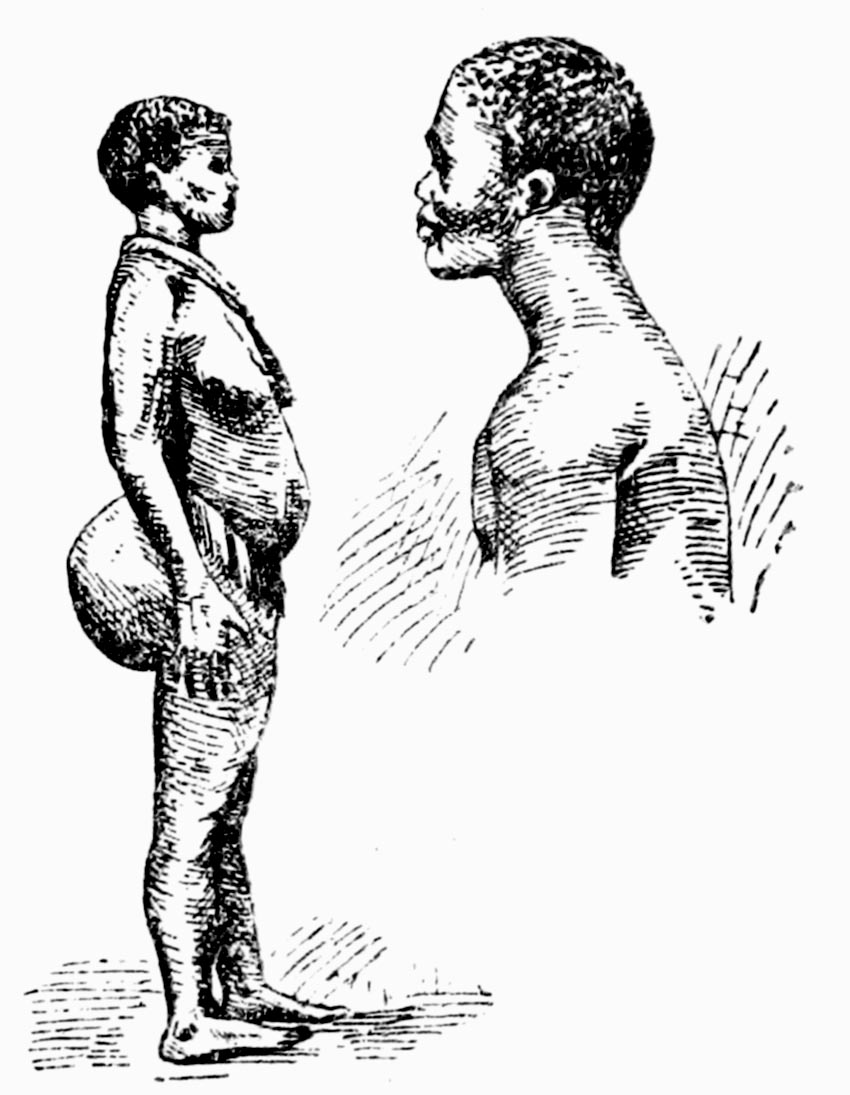
Kresba khoikhoiské ženy a muže z roku 1900. U ženy je viditelná výrazná steatopygie

Khoisanové (v moderní namaštině rovněž Khoe-Sān) je zastřešující termín pro původní obyvatele jižní Afriky, které se používá pro souhrnné označení skupin Khoikhoiů a Sanů. Souhrnné pojmenování Khoisanové vzniklo kombinací názvů obou etnik. Khoisanové jako celek představují vedle Bantuů dvě hlavní etnické skupiny obývající region jižní Afriky. Dnes žijí převážně v regionech Jihoafrické republiky, Botswany a Namibie.

## Historie
Předpokládá se, že Khoisanové dříve kromě jižní Afriky obývali i celou jihovýchodní a východní Afriku (dnešní Etiopii, Keňu nebo Tanzanii). Tyto oblasti Afriky se srážkami nižšími než 1000 mm od mladého paleolitu již na základě dřívějších archeologických nálezů obývala tzv. sangoanská kultura (předchůdkyně khoisanské) a kosterní pozůstatky těchto obyvatel jsou podobné právě Khoisanům, což tento předpoklad potvrzuje.
Z oblastí jihovýchodní a východní Afriky byli nicméně Khoisanové před více než 1500 lety vytlačeni vyspělejší skupinou Bantuů, která sem expandovala z dnešního Konga ve střední Africe. Po zhruba 1000 letech od této události došlo k prvnímu kontaktu mezi Khoisany a Evropany. V rámci holandské kolonizace nicméně byla jejich populace zotročena a zdecimována, a to jak vojensky, tak nechtěně dovezenými pravými neštovicemi. Mezi lety 1904 a 1907 pak v rámci německé kolonizace dokonce docházelo k cílené genocidě těchto skupin. Odhaduje se, že v důsledku těchto událostí zahynulo až 10 000 Khoikhoiů, polovina celé tehdejší populace.
Po pádu apartheidu v roce 1994 byli Khoisanům přiznána plná práva a byl jim udělen status původních obyvatel. Přesto jim však nebyla vrácena jejich původní půda a majetek, což je předmětem soudních a politických sporů.

## Jazyk
Khoisanové mluví kojsanskými jazyky, které mají oproti indoevropským jazykům řadu specifik, například typickou skupinu souhlásek, tzv. mlaskavky, které v písemné formě reprezentují znaky „/“, „!“, „#“ a „//“. Kvůli tomu byly Khoisanové (a zejména Khoikhoiové) v dobách holandské nadvlády nazýváni „Hotentoty“. Toto označení je dnes nicméně vzhledem ke své rasistické konotaci a koloniálnímu původu vnímáno například v Jihoafrické republice jako hanlivé a velmi ofenzivní.

## Vzhled a genetika
Khoisanové se dle moderních genetických výzkumů řadí mezi nejstarší skupinu žijících lidí vůbec a také jednou z geneticky nejrozmanitějších. Studie z roku 2012, která metodou molekulárních hodin zkoumala genetické markery DNA, ukázala, že se geneticky nejvíce podobají původním předkům všech lidí, kteří před více než 60 000 lety v rámci velké migrace opustili Afriku, pravlast všech lidí.
O Khoisanech se ve své knize O původu člověka z roku 1871 zmiňoval i Charles Darwin, kdy komentoval výraznou steatopygii a prodloužené malé stydké pysky u žen. Od okolních bantuských populací se rovněž liší přítomností epikantu. Tyto typické a výrazné fyziologické rysy vedly ve 20. století C. S. Coona k popisu Khoisanů jako samostatné lidské rasy (kapoidní rasy), přestože snaha klasifikovat lidstvo do ras je dnes mnohdy považována za překonanou. Geneticky jsou Khoisany velmi starobylou monofyletickou skupinou, od které se odštěpil a později vyvinul celý zbytek lidstva. Haploskupina L0, která je typická pro mitochondriální genom Khoisanů, je první odnoží mitochondriální Evy. Její odštěpení datujeme do doby před 170 000 až 150 000 lety.